# 津軽新報
津軽新報（つがるしんぽう）は、株式会社 津軽新報社が発行する青森県黒石市と南津軽郡を配布地域とする日刊紙である。毎週月曜日が休刊日となっている。ただし、祝日の場合は祝日の翌日が休刊日となる。

## 紙面
- 黒石、田舎館、平川、大鰐、青森市浪岡地域の話題が掲載されている。
- 一面に『つがる抄』というコラムや、子供さんを紹介する『こんにちは』や不定期に掲載される『ナもワも』というコーナーがある。
- 一番の特徴は、地域のイベントなどのスナップ写真を掲載したコーナーで、写真に説明文付きで掲載している。
- その他、地域のイベント情報など催事案内や占いも掲載されている。

## テレビ欄
- 青森放送、青森テレビ、青森朝日放送、NHK総合、Eテレの順に掲載されている。
- BSデジタル放送はNHK-BSのみ掲載。

## ラジオ欄
- NHKラジオ第一、第二、NHK-FM、エフエム青森、青森放送ラジオ、田舎館村のコミュニティFM局のエフエムジャイゴウェーブの順に掲載されている。
- RABラジオの番組欄には、AMの他ワイドFMの周波数も掲載している。